# Viburnum obtusatum
Viburnum obtusatum är en desmeknoppsväxtart som beskrevs av D.N. Gibson. Viburnum obtusatum ingår i släktet olvonsläktet, och familjen desmeknoppsväxter. Inga underarter finns listade i Catalogue of Life.